# Hiperidrose gustativa
Hiperidrose gustativa é transpiração excessiva que alguns indivíduos experimentam regularmente na testa, lábio superior, região perioral ou esterno alguns momentos depois de comer alimentos picantes, molho de tomate, chocolate, café, chá ou sopas quentes.